# Contea di Henry (Iowa)
La contea di Henry (in inglese Henry County) è una contea dello Stato dell'Iowa, negli Stati Uniti. La popolazione al censimento del 2010 era di 20 145 abitanti. Il capoluogo della contea è Mount Pleasant.

## Geografia fisica
La contea si trova nel sud est dell'Iowa. Secondo l'U.S. Census Bureau, la contea ha una superficie totale di 1131 km², di cui 1125,2 km² composti da terra e i rimanenti 5,80 km² composti di acqua.

### Contee confinanti
- Contea di Washington (nord)
- Contea di Louisa (nord est)
- Contea di Des Moines (est)
- Contea di Lee (sud)
- Contea di Van Buren (sud ovest)
- Contea di Jefferson (ovest)

### Principali strade e autostrade
| - U.S. Highway 34 - U.S. Highway 218 - U.S. Highway 27 | - Iowa Highway 16 - Iowa Highway 78 |

## Storia
La contea di Henry fu formata il 7 dicembre 1836. Il suo nome deriva dal Generale Henry Dodge governatore del Territorio del Wisconsin.
Nel 1839, iniziò la costruzione del primo palazzo di giustizia e fu completato nel 1840. Nel 1871 iniziò la costruzione di un secondo palazzo di giustizia. Il 4 agosto 1914 fu completato il terzo palazzo di giustizia che è ancora oggi utilizzato come tale.

## Società

### Censimento 2010
Il censimento del 2010 ha registrato una popolazione di 20 145 persone nella contea, con una densità di popolazione pari a 18,32 ab./km².

### Censimento 2000
Il censimento del 2000 ha registrato una popolazione di 20 336 persone nella contea, con una densità di popolazione pari a 18 ab./km². C'erano 8 246 unità abitative con una densità media di 7 u.a./km².
La composizione razziale della contea era composta dal 94,78% di bianchi, dallo 1,49% di neri o afroamericani, dallo 0,24% di nativi americani, dallo 0,02% delle isole dell'Oceano Pacifico, dallo 1,88% di asiatici, dallo 0,52% di altre razze e dallo 1,07% di due o più razze. Lo 1,26% della popolazione era di origine ispanica o latina.
Si contavano 7 626 nuclei familiari, dove il 32,80% aveva figli di età inferiore ai 18 anni che vivono con loro, il 57,70% erano coppie sposate che vivono insieme, il 8,20% era composto da donne con marito assente e il 30,90% erano non-famiglie. Il 26,80% di tutte le famiglie erano formate da singoli individui e il 12,20% di questi aveva più di 65 anni di età.
Nella contea la popolazione era formata dal 24,70% con età inferiore ai 18 anni, il 9,00% fra i 18 e i 24, il 29,20% fra i 25 e i 44, il 22,50% dai 45 ai 64 e il 14,70% oltre i 65 anni di età. L'età media era di 37 anni. Per ogni 100 donne c'erano 102,50 uomini. Per ogni 100 donne sopra i 18 anni, c'erano 102,80 maschi.
Il reddito medio per una famiglia nella contea era di 39087 $, e il reddito medio per una famiglia era di 46985 $. I maschi avevano un reddito medio di 31801 $ contro i 23075 $ per le femmine. Il reddito pro capite per la contea era di 18192 $. Circa il 6,70% delle famiglie e il 8,80% della popolazione era sotto la soglia di povertà, di cui il 10,30% sotto i 18 anni e 9,30% oltre i 65 anni di età.

## Città
| - Coppock - Hillsboro - Mount Pleasant | - Mount Union - New London - Olds | - Roma - Salem - Wayland | - Westwood - Winfield |

## Area non incorporata
- Swedesburg